# F REGENERATION 瑠璃
『F REGENERATION 瑠璃』（エフ・リジェネレーション・るり）は、六田登の漫画。『F―エフ―』の続編に当たる。その後の赤木軍馬と息子瑠璃の物語。
2002年6月から2006年3月まで、『週刊オートスポーツ』（三栄書房）で連載され、集英社よりヤングジャンプ・コミックス・ウルトラとして全12巻が発売されている。

## ストーリー
日本に戻った赤木軍馬は、片思いしていた純子と結婚し、息子の瑠璃が生まれた。彼はレースの世界と縁を切り、過去の記憶を封印するため自動車解体業を始める。これは軍馬が瑠璃に、「自動車とは縁のない生き方」を教えるためのものだった。しかし、いつしか瑠璃も運転を覚え、レースの世界へと足を踏み入れることになる。
瑠璃はアメリカに渡り、ミジェットカーレースを経て、IRLの下部カテゴリーであるインフィニティ・プロ・シリーズへ参戦するが、そこではレース結果をギャンブルの対象としようとするマフィアグループがうごめいており、瑠璃もその動きに巻き込まれることになる。
そして、そんな瑠璃を見た軍馬も久々に現役復帰し、かつての仲間と共にIRLに参戦。しまいにはインフィニティ・プロ・シリーズにもダブルエントリーし、瑠璃と同じレースで直接対決することになったのだが……。
瑠璃の口癖は軍馬と同じく「何人たりとも俺の前は走らせねぇ。」。

## 登場人物
赤木 瑠璃（あかぎ るり）
本作の主人公。物語開始時点では17歳だが、これは偽りの年齢で、ある事情により本来よりも1年若く自身の年齢を教えられていた。後に本来は18歳であることを知る。
容姿は母親似だが、父親譲りの無鉄砲さも兼ね備えている。
赤木 軍馬（あかぎ ぐんま）
瑠璃の父で、元レーシングドライバー。現在は、小森荘の裏庭に自動車解体工場を開き営んでいる。自分がかつてF1レーサーであった事は瑠璃には知らせないように、周囲に硬く口止めしている。やがて、レーサーに復帰し瑠璃の前に最大の敵として君臨する。
赤木 純子（あかぎ じゅんこ）
瑠璃の母。旧姓は小森。
大石 タモツ（おおいし たもつ）
軍馬の親友。現在は森岡モータースでメカニック。のち軍馬のチームのチーフメカニック。婚活中で、48回もお見合いをしているがいずれも上手くいかず難航している模様。
小森 さゆり（こもり さゆり）
瑠璃の大叔母。齢90を超える高齢故に車椅子が欠かせなくなったが、小森荘にエレベーターなどバリアフリー設備を組み込むなど管理人としてはまだまだ現役。

## 関連作品
- F
- あんたが大将 オレさま烈伝 - 本作品の休載時に代わりに掲載されていた。